# Vismia micrantha
Vismia micrantha är en johannesörtsväxtart som beskrevs av A. St.-hil.. Vismia micrantha ingår i släktet Vismia och familjen johannesörtsväxter. Inga underarter finns listade i Catalogue of Life.